# Arbogast (général romain)
Pour les articles homonymes, voir Arbogast.
Arbogast (en latin : Flavius Arbogastes) ou Arogast, né vers 340 en Aquitaine et mort le 8 septembre 394 dans l'actuelle Vénétie, non loin d'Aquilée, est un officier de haut rang  de l'Empire romain sous les règnes de Théodose Ier et de Valentinien II, d'origine franque comme son oncle Richomer, consul en 384.
Arbogast, comme la plupart des Francs, est toujours resté polythéiste (paganus, « païen »), alors que d'autres Germains sont chrétiens ariens (les Wisigoths et les Burgondes) tandis que l'Empire romain adopte le christianisme nicéen comme religion officielle, évolution qui suscite des problèmes internes, en plus de ceux posés par l'irruption de Germains dans l'empire, notamment les Wisigoths dans les années 370.
On connaît assez bien sa carrière de 380 à 394. D'abord envoyé dans l'Empire d'Orient en tant que lieutenant de Bauto, autre officier franc de l'armée romaine, pour lutter contre les Wisigoths après leur victoire d'Andrinople (378), Arbogast se fait apprécier de Théodose et est peut-être nommé consul en 385. 
De 388 à 392, il combat en Gaule contre des usurpateurs ou contre des pillards barbares et devient le tuteur officiel de Valentinien II (né en 371), empereur d'Occident. En mai 392, un conflit éclate entre les deux hommes : le 15 mai, Valentinien est retrouvé mort, après une violente altercation survenue le 14. Théodose ne réagit pas immédiatement, mais, quelques mois plus tard, Arbogast, se sentant menacé par sa politique pro-chrétienne, promeut en Occident l'usurpateur Eugène, chrétien modéré. Théodose envoie une armée et Arbogast, vaincu dans la région d'Aquilée (Regio X d'Italie), se suicide.  

## Biographie

### Origines familiales
Selon la chronique de Jean II, patriarche d’Antioche de 631 à 648, Arbogast est le fils de Bauto et le neveu de Richomer,. Ce témoignage tardif tend à faire consensus parmi les historiens.
Jean-Pierre Poly, en se fondant sur l’onomastique des Germains, pense que Bauto (ou Baudo) pourrait être le frère du prince chamave Nebigast (capturé par Charietto en 358). Il pense aussi que Baudo est un diminutif du prénom Baudogast. 
Utilisant le témoignage de Jean d’Antioche, Christian Settipani estime que Baudo a épousé une sœur de Richomer. 
Mais dernièrement Gilles Constable et Michel Rouche (Auctoritas)[pas clair], qui ont repris les travaux de Zöllner[réf. nécessaire] et de Martin Heinzelmann, conjecturent qu'Arbogast (ou Arogast), pourrait être Franc transrhénan, fils de Nebigast, roi des Chamaves, affecté comme otage à la cour de l'empereur Julien.

### Années 350
Entre 350 et 353, il aurait été selon Jean-Pierre Poly un des quatre chefs francs et officiers impériaux au service de Magnence mentionnés dans la loi salique. La loi salique serait issue d'un pacte oral conclu en 350-353 entre les Lètes et leurs officiers germano-romains, pacte par lequel les parentèles avaient renoncé à la vengeance au bénéfice des amendes de composition. Le nommé Arogast serait en fait Arbogast, comme l’avaient avancé Zöllner et Heinzelmann. C’est sur la finale de son nom que la tradition modela celle des trois autres dont la forme diminutive du IVe siècle manquait d’ampleur épique.

### Années 380: campagnes contre les Wisigoths
Un événement majeur de l'histoire romaine est en 378 la bataille d’Andrinople lors de laquelle le César Valens est vaincu par une armée de Wisigoths entrés récemment dans l'Empire pour se protéger contre l'avancée des Huns. C'est le début d'un périple qui va les mener à Rome en 410, puis à Toulouse en 418.
En 380, durant laquelle Arbogast serait devenu comte militaire[pas clair] et lieutenant de son parent Flavius Bauto, maître de la milice, l’empereur Gratien envoie Bauto et Arbogast en Orient avec des troupes afin d’aider le César Théodose Ier et Richomer à lutter contre les Wisigoths. Des succès permettent de rétablir la situation et suscitent chez Théodose de l'estime pour les trois Francs. 
En 385, il serait devenu consul, titre honorifique datant de la République romaine, mais prestigieux. Il aurait alors commencé à résider à Bodegem (« domaine de Bauto »), une des trois préfectures létiques de Gaule belgique dont Bauto a la tenure fiscale, et qui porte son nom, comme d'usage.[réf. nécessaire]

### Campagnes en Gaule (388-392)
En 388, Richomer et Arbogast commandent l’armée de Théodose Ier qui affronte l'usurpateur Magnus Maximus. 
Envoyé en Gaule après la défaite de Maxime, Arbogast capture et exécute son fils Victor. 
Théodose place alors Valentinien, âgé d'à peine vingt ans, sous la protection d'Arbogast, tandis que lui-même séjourne à Milan de 388 à 391, puis repart à Constantinople. 
En 388, Arbogast repousse une invasion de Francs commandés par Gennobaud, Marcomer et Sunnon,,.
En 392, Arbogast doit passer en Gaule avec Valentinien, pour une expédition punitive afin de contrer les attaques de pillards francs. 

### Conflit entre Arbogast etValentinienII(mai 392)
En mai 392, Valentinien reçoit à Vienne l’appel à l’aide d’Ambroise de Milan, car l’Italie est sous la menace d'une invasion venue de Pannonie. Valentinien veut intervenir mais Arbogast s’oppose à toute sortie de Gaule. 
Ces deux personnalités s’opposent totalement, l'un militaire aguerri, Germain et païen, et le jeune empereur, chrétien ascétique. Le 14 mai 392, Valentinien donne à Arbogast une lettre de renvoi. Furieux, Arbogast la déchire en déclarant « Ce n'est pas toi qui m’as pas donné mon commandement, ce n'est pas toi qui pourras me l’enlever ». 
Le lendemain de cette altercation, Valentinien est trouvé mort,,,. Deux versions circulent : soit il aurait été tué par un homme de main d’Arbogast lors d’une séance d’exercice devant les murs de Vienne, soit il se serait suicidé par pendaison, thèse soutenue par Théodose lorsqu’il en est informé à Constantinople. 

### Usurpation d'Eugène et Arbogast (août 392)
Plusieurs mois s’écoulent, pendant lesquels Théodose et son fils Arcadius règnent sur les deux parties de l’Empire (aucun remplaçant de Valentinien n'étant nommé), tandis qu'Arbogast reste en attente. 
Lorsque le préfet du prétoire Tatianos, un païen comme lui, est remplacé par le chrétien Rufin, Arbogast se décide à usurper le titre impérial (août 392). 
Mais comme son origine lui interdit l’accès au trône, il proclame empereur le Romain chrétien Eugène, haut fonctionnaire recommandé par Richomer,,,, car il est modéré en ce qui concerne le paganisme. 
Après de vaines tentatives de conciliation, la rupture est inévitable : Théodose fait proclamer son second fils Honorius comme empereur d'Occident en vue de mettre fin au paganisme. 
Afin de garantir ses arrières, Arbogast assure la paix sur le limes du Rhin, puis passe en Italie avec des contingents de fédérés francs et alamans. L’évêque Ambroise de Milan ne prend parti pour aucun camp, tandis que l’aristocratie païenne d'Italie est enthousiaste, car elle préfère Eugène à Théodose, qui a multiplié les mesures antipaïennes et les confiscations. Le sénateur Nicomaque Flavien anime à Rome une violente réaction païenne, au cours de laquelle les cérémonies traditionnelles sont remises en pratique.

### La bataille de la Rivière Froide et la mort (septembre 394)
En 394, la bataille décisive avec l'armée réunie par Théodose Ier a lieu dans la région d'Aquilée, près de la rivière rivière Vipava (en latin Frigidus, « froid »), qui coule aujourd'hui en Slovénie et en Italie. 
Le premier jour des combats est favorable à Arbogast, mais il est battu le deuxième du fait de la trahison de groupes francs[réf. nécessaire]. 
Il se suicide le 8 septembre 394,,, selon une pratique courante chez les généraux romains vaincus, surtout dans une guerre civile. 
Lui reprochant d'avoir été un Germain, un païen, un usurpateur, et d'avoir été autoritaire, les chroniqueurs antiques comme Socrate le scolastique et les historiens qui les relayèrent en font un personnage négatif, d'autant plus qu'il a été finalement vaincu.

## Généalogie
|                               |                               |                               |                               |                                |                                |                                |                                |                                |                                |                            |                            | Hypothèse classique        | Hypothèse classique        | Hypothèse classique | Hypothèse classique | Hypothèse classique                  | Hypothèse classique                  |                                      |                                      |                                      |                                      |                        |                        |                        |                        |                               |                               |                               |                               |                               |                               |  |  |  |  |  |  |                             |                             |                             |                             |                                |                                |                                |                                |                                |                                |                            |                            | Hypothèse de Constable et Rouche | Hypothèse de Constable et Rouche | Hypothèse de Constable et Rouche | Hypothèse de Constable et Rouche | Hypothèse de Constable et Rouche | Hypothèse de Constable et Rouche |                               |                               |                                      |                                      |                                      |                                      |                                      |                                      |    |    |                        |                        |                        |                        |                               |                               |                               |                               |                               |                               |  |  |  |  |  |  |  |  |  |  |  |  |  |  |  |  |  |  |  |  |  |  |  |  |  |  |
|                               |                               |                               |                               |                                |                                |                                |                                |                                |                                |                            |                            | Hypothèse classique        | Hypothèse classique        | Hypothèse classique | Hypothèse classique | Hypothèse classique                  | Hypothèse classique                  |                                      |                                      |                                      |                                      |                        |                        |                        |                        |                               |                               |                               |                               |                               |                               |  |  |  |  |  |  |                             |                             |                             |                             |                                |                                |                                |                                |                                |                                |                            |                            | Hypothèse de Constable et Rouche | Hypothèse de Constable et Rouche | Hypothèse de Constable et Rouche | Hypothèse de Constable et Rouche | Hypothèse de Constable et Rouche | Hypothèse de Constable et Rouche |                               |                               |                                      |                                      |                                      |                                      |                                      |                                      |    |    |                        |                        |                        |                        |                               |                               |                               |                               |                               |                               |  |  |  |  |  |  |  |  |  |  |  |  |  |  |  |  |  |  |  |  |  |  |  |  |  |  |
|                               |                               |                               |                               | N roi des Chamaves             | N roi des Chamaves             | N roi des Chamaves             | N roi des Chamaves             | N roi des Chamaves             | N roi des Chamaves             |                            |                            |                            |                            |                     |                     |                                      |                                      |                                      |                                      |                                      |                                      | Teutomer général franc | Teutomer général franc | Teutomer général franc | Teutomer général franc | Teutomer général franc        | Teutomer général franc        |                               |                               |                               |                               |  |  |  |  |  |  |                             |                             |                             |                             |                                |                                |                                |                                |                                |                                |                            |                            | N roi des Chamaves               | N roi des Chamaves               | N roi des Chamaves               | N roi des Chamaves               | N roi des Chamaves               | N roi des Chamaves               |                               |                               |                                      |                                      |                                      |                                      |                                      |                                      |    |    | Teutomer général franc | Teutomer général franc | Teutomer général franc | Teutomer général franc | Teutomer général franc        | Teutomer général franc        |                               |                               |                               |                               |  |  |  |  |  |  |  |  |  |  |  |  |  |  |  |  |  |  |  |  |  |  |  |  |  |  |
|                               |                               |                               |                               | N roi des Chamaves             | N roi des Chamaves             | N roi des Chamaves             | N roi des Chamaves             | N roi des Chamaves             | N roi des Chamaves             |                            |                            |                            |                            |                     |                     |                                      |                                      |                                      |                                      |                                      |                                      | Teutomer général franc | Teutomer général franc | Teutomer général franc | Teutomer général franc | Teutomer général franc        | Teutomer général franc        |                               |                               |                               |                               |  |  |  |  |  |  |                             |                             |                             |                             |                                |                                |                                |                                |                                |                                |                            |                            | N roi des Chamaves               | N roi des Chamaves               | N roi des Chamaves               | N roi des Chamaves               | N roi des Chamaves               | N roi des Chamaves               |                               |                               |                                      |                                      |                                      |                                      |                                      |                                      |    |    | Teutomer général franc | Teutomer général franc | Teutomer général franc | Teutomer général franc | Teutomer général franc        | Teutomer général franc        |                               |                               |                               |                               |  |  |  |  |  |  |  |  |  |  |  |  |  |  |  |  |  |  |  |  |  |  |  |  |  |  |
|                               |                               |                               |                               |                                |                                |                                |                                |                                |                                |                            |                            |                            |                            |                     |                     |                                      |                                      |                                      |                                      |                                      |                                      |                        |                        |                        |                        |                               |                               |                               |                               |                               |                               |  |  |  |  |  |  |                             |                             |                             |                             |                                |                                |                                |                                |                                |                                |                            |                            |                                  |                                  |                                  |                                  |                                  |                                  |                               |                               |                                      |                                      |                                      |                                      |                                      |                                      |    |    |                        |                        |                        |                        |                               |                               |                               |                               |                               |                               |  |  |  |  |  |  |  |  |  |  |  |  |  |  |  |  |  |  |  |  |  |  |  |  |  |  |
| Nebigast prince chamave (358) | Nebigast prince chamave (358) | Nebigast prince chamave (358) | Nebigast prince chamave (358) | Nebigast prince chamave (358)  | Nebigast prince chamave (358)  |                                |                                | Baudo consul (385) († 388)     | Baudo consul (385) († 388)     | Baudo consul (385) († 388) | Baudo consul (385) († 388) | Baudo consul (385) († 388) | Baudo consul (385) († 388) |                     |                     | Ne                                   | Ne                                   | Ne                                   | Ne                                   | Ne                                   | Ne                                   |                        |                        |                        |                        | Richomer consul (384) († 393) | Richomer consul (384) († 393) | Richomer consul (384) († 393) | Richomer consul (384) († 393) | Richomer consul (384) († 393) | Richomer consul (384) († 393) |  |  |  |  |  |  |                             |                             |                             |                             |                                |                                |                                |                                | Baudo consul (385) († 388)     | Baudo consul (385) († 388)     | Baudo consul (385) († 388) | Baudo consul (385) († 388) | Baudo consul (385) († 388)       | Baudo consul (385) († 388)       |                                  |                                  | Nebigast prince chamave (358)    | Nebigast prince chamave (358)    | Nebigast prince chamave (358) | Nebigast prince chamave (358) | Nebigast prince chamave (358)        | Nebigast prince chamave (358)        |                                      |                                      | Ne                                   | Ne                                   | Ne | Ne | Ne                     | Ne                     |                        |                        | Richomer consul (384) († 393) | Richomer consul (384) († 393) | Richomer consul (384) († 393) | Richomer consul (384) († 393) | Richomer consul (384) († 393) | Richomer consul (384) († 393) |  |  |  |  |  |  |  |  |  |  |  |  |  |  |  |  |  |  |  |  |  |  |  |  |  |  |
| Nebigast prince chamave (358) | Nebigast prince chamave (358) | Nebigast prince chamave (358) | Nebigast prince chamave (358) | Nebigast prince chamave (358)  | Nebigast prince chamave (358)  |                                |                                | Baudo consul (385) († 388)     | Baudo consul (385) († 388)     | Baudo consul (385) († 388) | Baudo consul (385) († 388) | Baudo consul (385) († 388) | Baudo consul (385) († 388) |                     |                     | Ne                                   | Ne                                   | Ne                                   | Ne                                   | Ne                                   | Ne                                   |                        |                        |                        |                        | Richomer consul (384) († 393) | Richomer consul (384) († 393) | Richomer consul (384) († 393) | Richomer consul (384) († 393) | Richomer consul (384) († 393) | Richomer consul (384) († 393) |  |  |  |  |  |  |                             |                             |                             |                             |                                |                                |                                |                                | Baudo consul (385) († 388)     | Baudo consul (385) († 388)     | Baudo consul (385) († 388) | Baudo consul (385) († 388) | Baudo consul (385) († 388)       | Baudo consul (385) († 388)       |                                  |                                  | Nebigast prince chamave (358)    | Nebigast prince chamave (358)    | Nebigast prince chamave (358) | Nebigast prince chamave (358) | Nebigast prince chamave (358)        | Nebigast prince chamave (358)        |                                      |                                      | Ne                                   | Ne                                   | Ne | Ne | Ne                     | Ne                     |                        |                        | Richomer consul (384) († 393) | Richomer consul (384) († 393) | Richomer consul (384) († 393) | Richomer consul (384) († 393) | Richomer consul (384) († 393) | Richomer consul (384) († 393) |  |  |  |  |  |  |  |  |  |  |  |  |  |  |  |  |  |  |  |  |  |  |  |  |  |  |
|                               |                               |                               |                               |                                |                                |                                |                                |                                |                                |                            |                            |                            |                            |                     |                     |                                      |                                      |                                      |                                      |                                      |                                      |                        |                        |                        |                        |                               |                               |                               |                               |                               |                               |  |  |  |  |  |  |                             |                             |                             |                             |                                |                                |                                |                                |                                |                                |                            |                            |                                  |                                  |                                  |                                  |                                  |                                  |                               |                               |                                      |                                      |                                      |                                      |                                      |                                      |    |    |                        |                        |                        |                        |                               |                               |                               |                               |                               |                               |  |  |  |  |  |  |  |  |  |  |  |  |  |  |  |  |  |  |  |  |  |  |  |  |  |  |
|                               |                               |                               |                               |                                |                                |                                |                                |                                |                                |                            |                            |                            |                            |                     |                     |                                      |                                      |                                      |                                      |                                      |                                      |                        |                        |                        |                        |                               |                               |                               |                               |                               |                               |  |  |  |  |  |  |                             |                             |                             |                             |                                |                                |                                |                                |                                |                                |                            |                            |                                  |                                  |                                  |                                  |                                  |                                  |                               |                               |                                      |                                      |                                      |                                      |                                      |                                      |    |    |                        |                        |                        |                        |                               |                               |                               |                               |                               |                               |  |  |  |  |  |  |  |  |  |  |  |  |  |  |  |  |  |  |  |  |  |  |  |  |  |  |
| Arcadius empereur (395-408)   | Arcadius empereur (395-408)   | Arcadius empereur (395-408)   | Arcadius empereur (395-408)   | Arcadius empereur (395-408)    | Arcadius empereur (395-408)    |                                |                                | Eudoxie Aellia († 404)         | Eudoxie Aellia († 404)         | Eudoxie Aellia († 404)     | Eudoxie Aellia († 404)     | Eudoxie Aellia († 404)     | Eudoxie Aellia († 404)     |                     |                     | Arbogast général († 394)             | Arbogast général († 394)             | Arbogast général († 394)             | Arbogast général († 394)             | Arbogast général († 394)             | Arbogast général († 394)             |                        |                        |                        |                        | Théodomir roi franc († 420)   | Théodomir roi franc († 420)   | Théodomir roi franc († 420)   | Théodomir roi franc († 420)   | Théodomir roi franc († 420)   | Théodomir roi franc († 420)   |  |  |  |  |  |  | Arcadius empereur (395-408) | Arcadius empereur (395-408) | Arcadius empereur (395-408) | Arcadius empereur (395-408) | Arcadius empereur (395-408)    | Arcadius empereur (395-408)    |                                |                                | Eudoxie Aellia († 404)         | Eudoxie Aellia († 404)         | Eudoxie Aellia († 404)     | Eudoxie Aellia († 404)     | Eudoxie Aellia († 404)           | Eudoxie Aellia († 404)           |                                  |                                  |                                  |                                  |                               |                               | Arbogast général († 394)             | Arbogast général († 394)             | Arbogast général († 394)             | Arbogast général († 394)             | Arbogast général († 394)             | Arbogast général († 394)             |    |    |                        |                        |                        |                        | Théodomir roi franc († 420)   | Théodomir roi franc († 420)   | Théodomir roi franc († 420)   | Théodomir roi franc († 420)   | Théodomir roi franc († 420)   | Théodomir roi franc († 420)   |  |  |  |  |  |  |  |  |  |  |  |  |  |  |  |  |  |  |  |  |  |  |  |  |  |  |
| Arcadius empereur (395-408)   | Arcadius empereur (395-408)   | Arcadius empereur (395-408)   | Arcadius empereur (395-408)   | Arcadius empereur (395-408)    | Arcadius empereur (395-408)    |                                |                                | Eudoxie Aellia († 404)         | Eudoxie Aellia († 404)         | Eudoxie Aellia († 404)     | Eudoxie Aellia († 404)     | Eudoxie Aellia († 404)     | Eudoxie Aellia († 404)     |                     |                     | Arbogast général († 394)             | Arbogast général († 394)             | Arbogast général († 394)             | Arbogast général († 394)             | Arbogast général († 394)             | Arbogast général († 394)             |                        |                        |                        |                        | Théodomir roi franc († 420)   | Théodomir roi franc († 420)   | Théodomir roi franc († 420)   | Théodomir roi franc († 420)   | Théodomir roi franc († 420)   | Théodomir roi franc († 420)   |  |  |  |  |  |  | Arcadius empereur (395-408) | Arcadius empereur (395-408) | Arcadius empereur (395-408) | Arcadius empereur (395-408) | Arcadius empereur (395-408)    | Arcadius empereur (395-408)    |                                |                                | Eudoxie Aellia († 404)         | Eudoxie Aellia († 404)         | Eudoxie Aellia († 404)     | Eudoxie Aellia († 404)     | Eudoxie Aellia († 404)           | Eudoxie Aellia († 404)           |                                  |                                  |                                  |                                  |                               |                               | Arbogast général († 394)             | Arbogast général († 394)             | Arbogast général († 394)             | Arbogast général († 394)             | Arbogast général († 394)             | Arbogast général († 394)             |    |    |                        |                        |                        |                        | Théodomir roi franc († 420)   | Théodomir roi franc († 420)   | Théodomir roi franc († 420)   | Théodomir roi franc († 420)   | Théodomir roi franc († 420)   | Théodomir roi franc († 420)   |  |  |  |  |  |  |  |  |  |  |  |  |  |  |  |  |  |  |  |  |  |  |  |  |  |  |
|                               |                               |                               |                               |                                |                                |                                |                                |                                |                                |                            |                            |                            |                            |                     |                     |                                      |                                      |                                      |                                      |                                      |                                      |                        |                        |                        |                        |                               |                               |                               |                               |                               |                               |  |  |  |  |  |  |                             |                             |                             |                             |                                |                                |                                |                                |                                |                                |                            |                            |                                  |                                  |                                  |                                  |                                  |                                  |                               |                               |                                      |                                      |                                      |                                      |                                      |                                      |    |    |                        |                        |                        |                        |                               |                               |                               |                               |                               |                               |  |  |  |  |  |  |  |  |  |  |  |  |  |  |  |  |  |  |  |  |  |  |  |  |  |  |
|                               |                               |                               |                               | Théodose II empereur (408-450) | Théodose II empereur (408-450) | Théodose II empereur (408-450) | Théodose II empereur (408-450) | Théodose II empereur (408-450) | Théodose II empereur (408-450) |                            |                            |                            |                            |                     |                     | N                                    | N                                    | N                                    | N                                    | N                                    | N                                    |                        |                        |                        |                        |                               |                               |                               |                               |                               |                               |  |  |  |  |  |  |                             |                             |                             |                             | Théodose II empereur (408-450) | Théodose II empereur (408-450) | Théodose II empereur (408-450) | Théodose II empereur (408-450) | Théodose II empereur (408-450) | Théodose II empereur (408-450) |                            |                            |                                  |                                  |                                  |                                  |                                  |                                  |                               |                               | N                                    | N                                    | N                                    | N                                    | N                                    | N                                    |    |    |                        |                        |                        |                        |                               |                               |                               |                               |                               |                               |  |  |  |  |  |  |  |  |  |  |  |  |  |  |  |  |  |  |  |  |  |  |  |  |  |  |
|                               |                               |                               |                               | Théodose II empereur (408-450) | Théodose II empereur (408-450) | Théodose II empereur (408-450) | Théodose II empereur (408-450) | Théodose II empereur (408-450) | Théodose II empereur (408-450) |                            |                            |                            |                            |                     |                     | N                                    | N                                    | N                                    | N                                    | N                                    | N                                    |                        |                        |                        |                        |                               |                               |                               |                               |                               |                               |  |  |  |  |  |  |                             |                             |                             |                             | Théodose II empereur (408-450) | Théodose II empereur (408-450) | Théodose II empereur (408-450) | Théodose II empereur (408-450) | Théodose II empereur (408-450) | Théodose II empereur (408-450) |                            |                            |                                  |                                  |                                  |                                  |                                  |                                  |                               |                               | N                                    | N                                    | N                                    | N                                    | N                                    | N                                    |    |    |                        |                        |                        |                        |                               |                               |                               |                               |                               |                               |  |  |  |  |  |  |  |  |  |  |  |  |  |  |  |  |  |  |  |  |  |  |  |  |  |  |
|                               |                               |                               |                               |                                |                                |                                |                                |                                |                                |                            |                            |                            |                            |                     |                     | Arigius                              | Arigius                              | Arigius                              | Arigius                              | Arigius                              | Arigius                              |                        |                        |                        |                        |                               |                               |                               |                               |                               |                               |  |  |  |  |  |  |                             |                             |                             |                             |                                |                                |                                |                                |                                |                                |                            |                            |                                  |                                  |                                  |                                  |                                  |                                  |                               |                               | Arigius                              | Arigius                              | Arigius                              | Arigius                              | Arigius                              | Arigius                              |    |    |                        |                        |                        |                        |                               |                               |                               |                               |                               |                               |  |  |  |  |  |  |  |  |  |  |  |  |  |  |  |  |  |  |  |  |  |  |  |  |  |  |
|                               |                               |                               |                               |                                |                                |                                |                                |                                |                                |                            |                            |                            |                            |                     |                     | Arigius                              | Arigius                              | Arigius                              | Arigius                              | Arigius                              | Arigius                              |                        |                        |                        |                        |                               |                               |                               |                               |                               |                               |  |  |  |  |  |  |                             |                             |                             |                             |                                |                                |                                |                                |                                |                                |                            |                            |                                  |                                  |                                  |                                  |                                  |                                  |                               |                               | Arigius                              | Arigius                              | Arigius                              | Arigius                              | Arigius                              | Arigius                              |    |    |                        |                        |                        |                        |                               |                               |                               |                               |                               |                               |  |  |  |  |  |  |  |  |  |  |  |  |  |  |  |  |  |  |  |  |  |  |  |  |  |  |
|                               |                               |                               |                               |                                |                                |                                |                                |                                |                                |                            |                            |                            |                            |                     |                     | Arbogast comte de Trèves (..471-480) | Arbogast comte de Trèves (..471-480) | Arbogast comte de Trèves (..471-480) | Arbogast comte de Trèves (..471-480) | Arbogast comte de Trèves (..471-480) | Arbogast comte de Trèves (..471-480) |                        |                        |                        |                        |                               |                               |                               |                               |                               |                               |  |  |  |  |  |  |                             |                             |                             |                             |                                |                                |                                |                                |                                |                                |                            |                            |                                  |                                  |                                  |                                  |                                  |                                  |                               |                               | Arbogast comte de Trèves (..471-480) | Arbogast comte de Trèves (..471-480) | Arbogast comte de Trèves (..471-480) | Arbogast comte de Trèves (..471-480) | Arbogast comte de Trèves (..471-480) | Arbogast comte de Trèves (..471-480) |    |    |                        |                        |                        |                        |                               |                               |                               |                               |                               |                               |  |  |  |  |  |  |  |  |  |  |  |  |  |  |  |  |  |  |  |  |  |  |  |  |  |  |

### Sources primaires
- Zosime, Histoire nouvelle, IV, LIII, 2-3.
- Aurelius Victor, Epitome de Ceasaribus, 48 Théodose.
- Marcellinus Comes, Chronique.
- Hydace de Chaves, Chronique.
- Socrate le scolastique, Histoire de l'Église, V, 25.
- Grégoire de Tours, Histoire des Francs, II.

### Sources secondaires
- Godefroid Kurth, Clovis, Tours, Alfred Mame et fils, 1896, XXIV-630 p. (présentation en ligne, lire en ligne)Réédition : Godefroid Kurth, Clovis, le fondateur, Paris, Tallandier, coll. « Biographie », 2005, préface puis 625 p. (ISBN 2-84734-215-X).
- Roger Remondon, La crise de l’Empire romain, Paris, PUF, coll. « Nouvelle Clio – l’histoire et ses problèmes », 1964 (réimpr. 1970).
- Paul Petit, Histoire générale de l’Empire romain, Seuil, 1974, 799 p. (ISBN 978-2-02-002677-2).
- Karl Ferdinand Werner, Les Origines : Avant l'an mil, Paris, Le Livre de poche, coll. « Histoire de France », 1984 (réimpr. 1996) [détail des éditions] (ISBN 978-2-253-06203-5).
- Jean Pierre Poly, « La corde au cou. Les Francs, la France et la loi salique », Genèse de l'état moderne en Méditerranée, Rome,‎ 1993, p. 287-320.
- François Zosso et Christian Zingg, Les Empereurs romains : 27 av. J.-C. - 476 ap. J.-C., édition Errance, 1995, 253 p. (ISBN 978-2-87772-226-1).
- Pierre Riché et Patrick Périn, Dictionnaire des Francs - Les temps Mérovingiens, Paris, Bartillat, 1996 (ISBN 2-8410-0008-7).
- Christian Settipani, « Clovis, un roi sans ancêtre ? », Gé-Magazine, no 153,‎ octobre 1996 .
- Michel Rouche, Clovis, Paris, Éditions Fayard, 1996 (ISBN 2-2135-9632-8).